# Rishaschia mandibularis
Genre
Espèce
Synonymes
- Attus mandibularis Taczanowski, 1871
- Salticus mandibularis (Taczanowski, 1871)
- Attus cabanisii Taczanowski, 1872
- Asaracus roeweri Caporiacco, 1947
- Rishaschia amrishi Makhan, 2006

Rishaschia mandibularis, unique représentant du genre Rishaschia, est une espèce d'araignées aranéomorphes de la famille des Salticidae.

## Distribution
Cette espèce se rencontre au Brésil, au Guyana, au Suriname, en Guyane et en Équateur.

## Publications originales
- Taczanowski, 1871 : Les aranéides de la Guyane française. Horae Societatis Entomologicae Rossicae, vol. 8, p. 32-132.
- Makhan, 2006 : Rishaschia gen. nov. and new species of Salticidae from Suriname (Araneae). Calodema, vol. 5, p. 9-18.